# Roche détritique

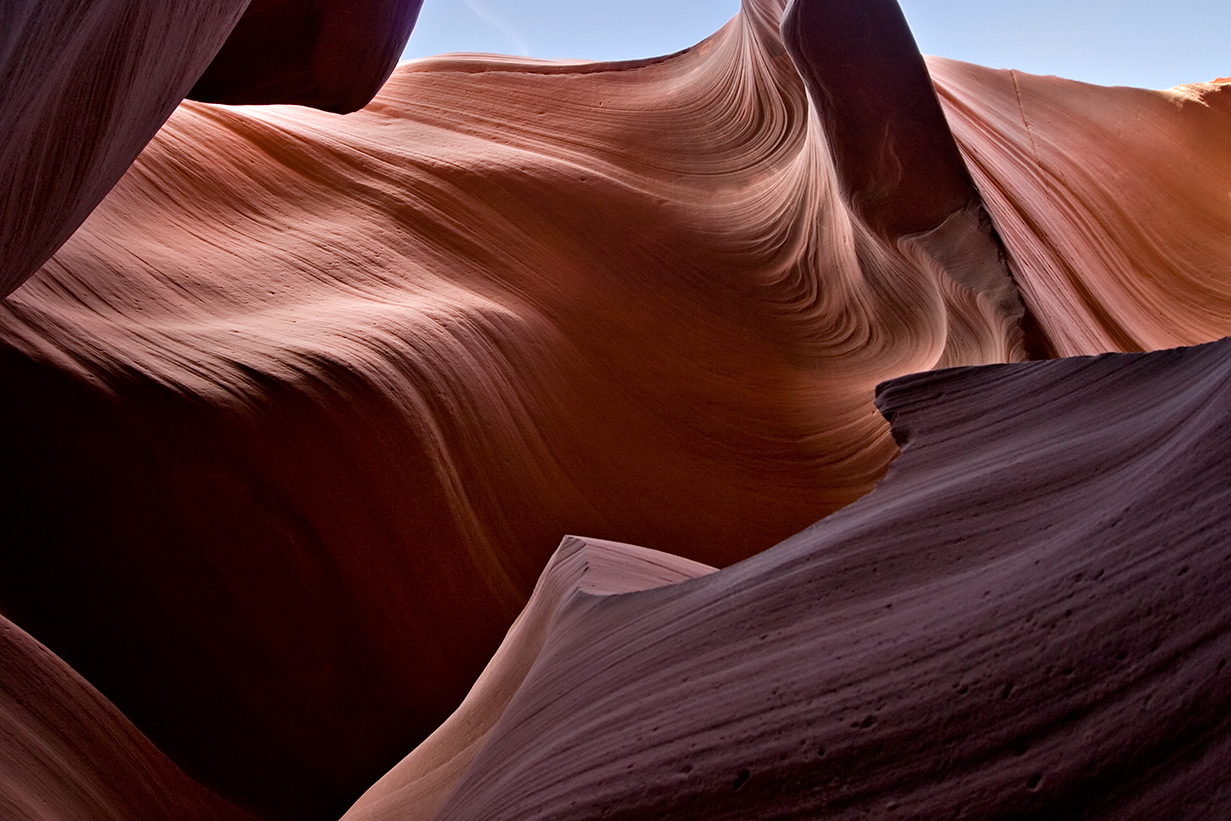
Une roche détritique : le grès. Site d'Antelope Canyon.

Une roche détritique ou roche clastique est une roche sédimentaire composée d'au moins 50 % de débris issus de l'altération des roches en domaine continental, à l'origine d'une lignée détritique constituée de minéraux hérités et néoformés en proportions variables, et d'une lignée ionique contenue dans les solutions de lessivage ou de dissolution et évacuée vers l'océan. Si les débris sont issus de l'érosion d'autres roches, alors on la qualifie de roche détritique terrigène. Si au contraire les débris sont formés par des squelettes d'organismes vivants, alors la roche est qualifiée de biodétritique, biogénique ou bioclastique.
Les roches détritiques correspondent à environ 80 % des roches sédimentaires.
Elles sont classées en trois groupes selon la taille des débris :
- rudite (grains de taille supérieure à 2 mm)
- arénite (grains de taille entre 1/16 et 2 mm)
- lutite (grains de taille inférieure à 1/16 mm)

## Caractéristiques
Parmi ces roches, on trouve :
- l'argile
- le grès
- la brèche
- le poudingue
- le sable
- le limon
- le lœss
- le grauwacke
- la silcrète

Parmi les formations détritiques pouvant être composées de plusieurs types de roches, on peut trouver :
- Pour les dépôts en milieu continental :
  - les colluvions
  - les alluvions
  - les molasses

- Pour les dépôts en milieu marin :
  - les turbidites
  - les flyschs

Les sédiments terrigènes sont souvent qualifiés de silico-clastiques car ils résultent de la destruction de roches siliceuses, donnant des grains de sable (silice pure) et des argiles.